# Bláznivá střela: Z archivů policejního oddělení
Bláznivá střela: Z archivů policejního útvaru (v originále The Naked Gun: From the Files of Police Squad!) je první díl ze série amerických parodických filmů Bláznivá střela, ve které v hlavní roli hraje Leslie Nielsen, Priscilla Presley, George Kennedy a O. J. Simpson. Celá série sleduje dobrodružství postavy, kterou hraje L. Nielsen, nemotorného policejního poručíka Franka Drebina.
Název filmu paroduje The Nude Bomb, film, který je spin-offem satirického televizního seriálu Get Smart, jenž paroduje klišé „sexu a násilí“, které je běžně obsaženo v hollywoodských filmech.
Celá třídílná filmová série „Bláznivých střel“ je založena na televizním seriálu Police Squad!. Seriál vytvořil tým skládající se z Davida Zuckera, Jima Abrahamse, Jerryho Zuckera a Pata Profta. Tentýž tým také vytvořil tento snímek.
Film obsahuje prvky frašky (angl. slapstick), rovněž verbální hříčky a gagy.
Citát: „You’ve read the ad, now see the movie!“

## Děj
Děj paroduje klišé detektivních filmů (stereotypní postavy, situace atd). Dále se tu objevují pop-kulturní zmínky a zmínky o tehdejších sociálních a politických situacích.
Příběh začíná na protiamerické schůzce v Bejrútu. Rúholláh Chomejní, Michail Gorbačov (který se domnívá, že ho Američané mají za „dobrého hocha“), Jásir Arafat, Muammar Kaddáfí a Idi Amin – ti všichni se tu sešli, aby naplánovali teroristickou akci proti USA. Schůzce je přítomen také muž později známý jako Papšmír.
Vychází najevo, že postrach všeho zla, poručík losangeleské policie Frank Drebin se převlékl za číšníka, aby schůzku překazil; stírá Gorbačovovi skvrnu z čela (s dodáním „já to věděl!“), zkopává Chomejnímu turban z hlavy a odhaluje, že Rúholláh má pod turbanem oranžové vlasy ve stylu mohawk. Nechává se slyšet, aby je už nikdy nenapadlo útočit proti Spojeným státům americkým, alespoň né do doby, kdy on je ve službě.
V Los Angeles je Drebinův kolega strážník Nordberg obviněn z držení heroinu, do Spojených států přijíždí britská královna Alžběta II., na kterou má být spáchán atentát. Drebin tedy musí obhájit Nordbergovu nevinu a zachránit královnu.

## Obsazení
- Leslie Nielsen – poručík Frank Drebin
- Priscilla Presley – Jane Spencer
- Ricardo Montalbán – Vincent Ludwig
- George Kennedy – kapitán Ed Hocken
- O. J. Simpson – Det. Nordberg
- Susan Beaubian – Wilma Nordberg
- Nancy Marchand – major Barkley
- Raye Birk – Pahpshmir (též Papshmir)
- Jeannette Charles – královna Alžběta II.
- Ed Williams – Ted Olsen
- Tiny Ron – Al, Tall Lab Tech
- Weird Al Yankovic – Weird Al Yankovic
- Leslie Maier – Leslie Maier
- Winifred Freedman - Stephanie
- Joe Grifasi – Pier 32 Dockman

### Dabing – ČT, verze z roku 2003
| Jméno postavy     | Herecký představitel | Jméno dabéra     |
| ----------------- | -------------------- | ---------------- |
| Frank Drebin      | Leslie Nielsen       | Vladimír Brabec  |
| Jane Spencer      | Priscilla Presley    | Taťjana Medvecká |
| strážník Nordberg | O. J. Simpson        | Pavel Šrom       |

## Další díly trilogie
- Bláznivá střela 2½: Vůně strachu (1991)
- Bláznivá střela 33⅓: Poslední trapas (1994)